# Аїя (Гаваї)
Аїя (англ. Aiea) — переписна місцевість (CDP) в США, в окрузі Гонолулу штату Гаваї. Населення — 10 408 осіб (2020).

## Географія
Аїя розташована за координатами 21°23′7″ пн. ш. 157°55′29″ зх. д. / 21.38528° пн. ш. 157.92472° зх. д. (21.385262, -157.924750).  За даними Бюро перепису населення США в 2010 році переписна місцевість мала площу 4,58 км², з яких 4,30 км² — суходіл та 0,28 км² — водойми.

### Клімат
| Клімат : Аїя          | Клімат : Аїя | Клімат : Аїя | Клімат : Аїя | Клімат : Аїя | Клімат : Аїя | Клімат : Аїя | Клімат : Аїя | Клімат : Аїя | Клімат : Аїя | Клімат : Аїя | Клімат : Аїя | Клімат : Аїя | Клімат : Аїя |
| Показник              | Січ.         | Лют.         | Бер.         | Квіт.        | Трав.        | Черв.        | Лип.         | Серп.        | Вер.         | Жовт.        | Лист.        | Груд.        | Рік          |
| Середній максимум, °C | 25,8         | 26,9         | 26,1         | 27,3         | 28,5         | 28,9         | 29,3         | 30,2         | 30,4         | 29,6         | 26,7         | 25,5         | 28,1         |
| Середній мінімум, °C  | 17,1         | 18,3         | 18,2         | 19,2         | 20,2         | 21,2         | 21,9         | 22,2         | 22,2         | 21,2         | 18,8         | 17,3         | 19,9         |
| Норма опадів, мм      | 89           | 84           | 61           | 69           | 64           | 53           | 23           | 20           | 23           | 46           | 81           | 69           | 681          |
| --------------------- | ------------ | ------------ | ------------ | ------------ | ------------ | ------------ | ------------ | ------------ | ------------ | ------------ | ------------ | ------------ | ------------ |
| Джерело: Weatherbase  |              |              |              |              |              |              |              |              |              |              |              |              |              |

## Демографія
Згідно з переписом 2010 року, у переписній місцевості мешкало 9338 осіб у 2786 домогосподарствах у складі 2220 родин. Густота населення становила 2040 осіб/км².  Було 2876 помешкань (628/км²).
Расовий склад населення:
| - 57,7 % — азіатів - 15,0 % — білих - 5,7 % — вихідців з тихоокеанських островів - 0,7 % — чорних або афроамериканців - 0,1 % — корінних американців |

До двох чи більше рас належало 20,3 %. Частка іспаномовних становила 6,2 % від усіх жителів.
За віковим діапазоном населення розподілялося таким чином: 20,5 % — особи молодші 18 років, 58,5 % — особи у віці 18—64 років, 21,0 % — особи у віці 65 років та старші. Медіана віку мешканця становила 43,7 року. На 100 осіб жіночої статі у переписній місцевості припадало 94,8 чоловіків;  на 100 жінок у віці від 18 років та старших — 93,1 чоловіків також старших 18 років.
Середній дохід на одне домашнє господарство  становив 112 848 доларів США (медіана — 95 428), а середній дохід на одну сім'ю — 129 702 долари (медіана — 114 974). Медіана доходів становила 53 717 доларів для чоловіків та 43 594 долари для жінок. За межею бідності перебувало 5,9 % осіб, у тому числі 7,4 % дітей у віці до 18 років та 5,3 % осіб у віці 65 років та старших.
Цивільне працевлаштоване населення становило 4327 осіб. Основні галузі зайнятості: освіта, охорона здоров'я та соціальна допомога — 21,1 %, публічна адміністрація — 13,8 %, науковці, спеціалісти, менеджери — 13,1 %.